# Attentat du 30 juillet 2023 à Khar
L'attentat du 30 juillet 2023 à Khar est un attentat-suicide survenu le 30 juillet 2023 lors d'un rassemblement de la Jamiat Ulema-e-Islam (F) à Khar (en), dans le district de Bajaur, du Khyber Pakhtunkhwa, au Pakistan, tuant au moins 56 personnes et en blessant près de 200 autres,.

## Contexte
En 2004, les attaques islamistes se sont intensifiées en une guerre entre les insurgés et le gouvernement pakistanais dans le nord-ouest du Pakistan. La guerre s'est réduite à un conflit de faible intensité en 2017. De nombreuses attaques et bombardements d'insurgés ont été perpétrés à Peshawar, qui est la capitale et la plus grande ville du Khyber Pakhtunkhwa, dans le nord-ouest du Pakistan, dont les attaques majeures contre des mosquées en 2013 (en), 2015 (en) et 2022.

## Victimes
Le ministre de la Santé de la province du Khyber Pakhtunkhwa, Riaz Anwar, fait état d'au moins 44 morts. 
L'inspecteur général adjoint du département de lutte contre le terrorisme du Khyber Pakhtunkhwa, Shaukat Abbas, annonce plus tard lors d'une conférence de presse qu'il y a au moins 54 morts (dont 23 âgés de moins de 18 ans) et 83 blessés (dont 15 dans un état grave),.
Le porte-parole de la JUI-F, Haji Abdul Jalil Jan, déclare à NBC News que le bilan humain s'élève à 55 tués et 135 blessés. Le bilan officiel est de 56 morts le 1er août 2023 tandis qu'un responsable d'un hôpital parle de 63 décès.
Le vice-président de la JUI-F, Atta-ur-Rehman (en), affirme pour sa part que 75 personnes sont décédées dans l'attentat dont 19 ouléma du mouvement parmi lesquels Maulana Hameedullah Haqqani (secrétaire général de la JUI-F dans le tehsil de Nawagai (en)) et Maulana Ziaullah Jan (émir de la JUI-F dans le tehsil de Khar (en)),,.

## Responsabilité
Aucun groupe ne revendique l'attentat le jour-même. Cependant, les soupçons se portent rapidement sur la province khorassanaise de l'État islamique, responsable de plusieurs attentats dans la région les mois précédents et qui affirme ouvertement cibler les membres de la JUI-F depuis 2022,.  
L'État islamique revendique effectivement l'attaque le lendemain, dans un communiqué publié par l'Amaq. Dans un autre communiqué, publié par la Nashir News Agency, il présente le kamikaze comme étant Abdullah Al-Muhajir.  
Enfin, dans un pamphlet de 92 pages publié par la Fondation Al-ʿAzāʾim, il affirme que l'attaque était prévue de longue date et qu'elle s'inscrit dans une stratégie globale à l'encontre des partis religieux participant aux élections démocratiques, qualifiés collectivement d'« apostats républicains ». En avril 2022, l'ISKP avais déjà publié une série de fatwas autorisant les assassinats d'érudits et de militants religieux de la JUI-F.   
Selon Muhammad Israr Madani « À Bajaur, les dirigeants de la JUI-F ont établi des liens solides avec les talibans dans les provinces afghanes de Kunar et de Nangarhar, ce qui les a rendus vulnérables à la cible de l'ISKP sur la base de ces associations. » « Par conséquent, les dirigeants de Bajaur ont occupé des postes dans la nouvelle administration se sont également impliqués dans les opérations contre l'ISKP.»

## Réactions

### Nationales
Dans un communiqué envoyé à l'Associated Press, le Tehrik-e-Taliban Pakistan (TTP) dénonce l'attentat, affirmant qu'il vise à monter les islamistes les uns contre les autres. 

### Internationales
- Afghanistan : au travers de son porte-parole, Zabihullah Mujahid, « l'émirat islamique d'Afghanistan condamne l'explosion qui a eu lieu lors d'une conférence de la Jamiat Ulema-e-Islam dans l'agence de Bajaur du Khyber Pakhtunkhwa. L'émirat islamique exprime ses plus sincères condoléances aux familles endeuillées et prie pour que les martyrs obtiennent le plus haut degré du paradis et que les blessés se rétablissent promptement. De tels crimes ne sont pas justifiés et ne peuvent être justifiés d'aucune façon »[21].
- États-Unis : l'ambassade des États-Unis à Islamabad (en) « présente ses plus sincères condoléances aux familles et aux proches des victimes qui ont perdu la vie dans l'explosion tragique dans le district de Bajaur, au nord-ouest du Pakistan » et « condamne fermement cet acte de violence odieux, qui a entraîné la perte de vies innocentes et causé du tort à beaucoup d'autres »[22].
- Iran :  l'ambassade d'Iran à Islamabad « condamne fermement l’attaque terroriste contre la convention Jamiat Ulema-e-Islami-F (JUI-F) à Bajaur, Khar, qui a entraîné la mort de dizaines de personnes innocentes » et adresse « condoléances au gouvernement du Pakistan, au peuple du Pakistan et à Maulana Fazal-ur-Rehman »[22].